# 羊街乡 (开远市)
羊街乡，是中华人民共和国云南省红河哈尼族彝族自治州开远市下辖的一个乡镇级行政单位。

## 行政区划
羊街乡下辖以下地区：
羊街社区、羊街村、杨柳村、古城村、红土村、卧龙谷村、宗舍村、马桑村和期不底村。